# Cornelsen Verlag
Der Cornelsen Verlag [kɔrˈneːlzn̩] ist ein deutscher Schulbuchverlag, der Bildungsmedien in Deutschland, Österreich und der Schweiz anbietet. Anfänglich auf die englische Sprache konzentriert, spezialisierte sich der 1946 in Berlin gegründete Verlag auf die Entwicklung von Schulbüchern. Mittlerweile bietet er Lern- und Unterrichtsmaterialien in unterschiedlichen Medienarten an. Er ist ein Unternehmen der Cornelsen Gruppe und firmiert unter Cornelsen Verlag GmbH.

## Geschichte
Der Cornelsen Verlag wurde 1946 von Franz Cornelsen und seiner Ehefrau Hildegard, der Autorin des Englisch-Lehrwerks Peter Pim and Billy Ball, in Berlin gegründet.

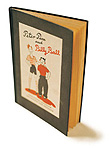
Peter Pim & Billy Ball – 1948 erschienenes Englischschulbuch für Volksschüler

Er sicherte seine Stellung seit den 1970er Jahren überwiegend durch die Übernahme von Mitbewerbern (Hirschgraben, W. Girardet, Schwann-Bagel, Kamp und zuletzt Oldenbourg). Nach der Wende 1989 übernahm Cornelsen im Frühjahr 1991 auch den 1945 in Berlin und Leipzig gegründeten Volk und Wissen Verlag, in dem nahezu alle Schulbücher der DDR verlegt wurden. Dieser wurde 1991 in die Verlagsgruppe eingegliedert; seit dem 1. Januar 2004 arbeiten die Mitarbeiter beider Verlage gemeinsam in Berlin-Wilmersdorf. 2011 wurde der Verlag mit weiteren führenden Schulbuchverlagen zusammengeführt in die Cornelsen Schulverlage GmbH. Das Verlagsprogramm umfasst 17.000 Titel aus rund 40 Fachrichtungen, davon jährlich 1.500 Neuerscheinungen.
Das Unternehmen gehört zur Franz Cornelsen Bildungsholding GmbH & Co. KG.

## Digitale Medien

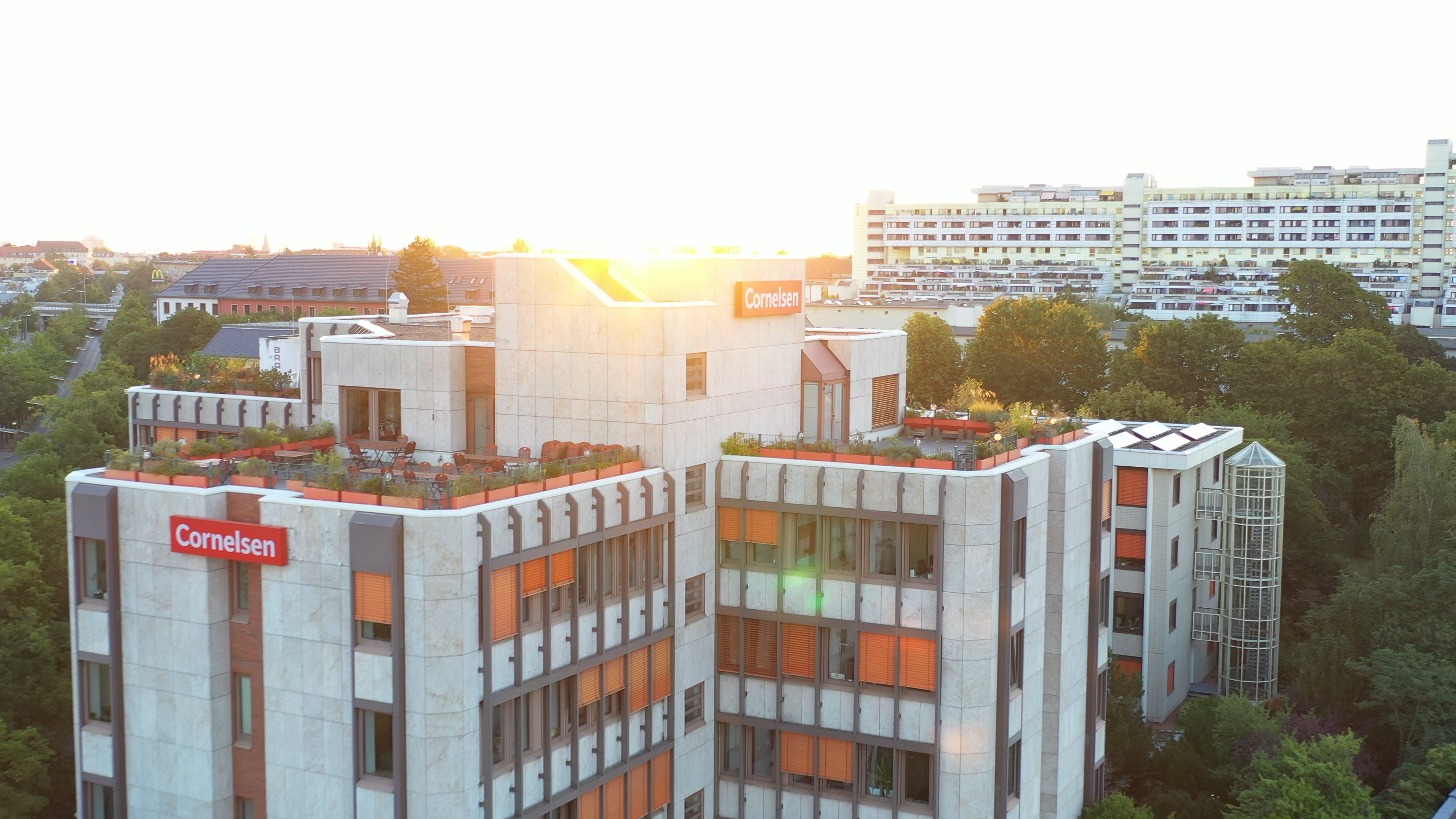
Drohnenaufnahme vom Cornelsen Unternehmensgebäude in Berlin/Wilmersdorf, Mecklenburgische Str.

Auf der didacta 2014 stellte der Verlag die Onlineplattform scook vor. Auf der Website können Lehrer anhand der online verfügbaren Ausgabe eines Schulbuches den Unterricht planen und auf alle Unterrichtsmaterialien zugreifen. Bereits im Februar 2011 wurde ein Online-Lernportal eröffnet, das sich an den hauseigenen Schulbüchern für die Klassenstufen 4 bis 7 orientiert. Neben Büchern wurden auch Kinderspiele und Lernsoftware sowie eine Spiele-Serie unter dem Namen „Genius“ (darunter auch das Spiel Genius Unternehmen Physik) veröffentlicht.
Anfang 2015 gründete der Verlag Duden Learnattack, ein Online-Lernportal für Schülerinnen und Schüler von der 5. Klasse bis zum Abitur. Es bietet in neun Fächern Lernvideos, interaktive Übungen und Musterklassenarbeiten sowie eine WhatsApp-Nachhilfe an.
Im Juni 2017 übernahm der Verlag das vom Institut für digitales Lernen entwickelte mBook-Projekt und damit einen Teil des Unternehmens. Mit der neu gegründeten Cornelsen mBook GmbH erweitert der Verlag sein Angebot an digitalen und multimedialen Schulbüchern.
2018 erwarb Cornelsen die eCademy und im Folgejahr die inside Unternehmensgruppe und investiert seither in digitale Bildungslösungen für Betriebe. Die Cornelsen eCademy entwickelt individuelle Firmenlösungen für e-Learning, Mobile Learning, Blended Learning, Workplace Learning und Performance Support.

## Unternehmensstruktur
An der Spitze der Verlagsgruppe steht mit der Franz-Cornelsen-Stiftung als Mehrheitsgesellschafterin eine Unternehmensstiftung. Geleitet wird die Verlagsgruppe von einer Holding. Die Auslieferung der Bücher erfolgt in Bielefeld vom Cornelsen-Verlagskontor (CVK).

## Andere Verlage und Marken
- Franz Cornelsen Bildungsgruppe
- Cornelsen Kulturstiftung
- Cornelsen Experimenta
- Cornelsen (Schweiz) AG
- Verlag an der Ruhr
- Volk und Wissen Verlag
- Veritas Verlag (Österreich)
- Duden Learnattack GmbH
- Cornelsen Schulverlage Schweiz AG
- Cornelsen Verlagskontor, Bielefeld